# 로란
로란(LORAN, long range navigation)은 장거리 항법을 하도록 하는 것이다. LORAN 시스템은 특히 일반 항공기 산업 분야의 항법 유도 시스템으로서 인기가 있었지만, 소형기에서는 GPS, 여객기는 관성 항법 장치(INS, IRS)에게 그 자리를 내주었다. 지상 2개소 이상의 로란기지국에서 발사되는 전파를 로란 수신기로 수신하여 그 전파의 도래 시간차를 측정하고, 로란 챠트상에 위치선을 결정하여, 교점을 구해서 현재의 위치를 결정하는 항법이다.

## 같이 보기
- 항공전자